# Pteronymia sulmona
Pteronymia sulmona är en fjärilsart som beskrevs av William Chapman Hewitson 1877. Pteronymia sulmona ingår i släktet Pteronymia och familjen praktfjärilar. Inga underarter finns listade.